# Ланц, Кристоф
 Кристоф Ланц  (1959) — управляющий директор Глобального мультимедиа «Deutsche Welle» (DW), немецкого иностранного вещания. После окончания университета он начал свою карьеру журналиста на «Südwestfunk» в качестве репортера и редактора в Баден-Бадене.

## Карьера
В 1984 году он отправился в Нью-Йорк, где работал на RTL и ARD свободным радио корреспондентом. Потом, с 1985 по 1989 год он присоединился к РИАС 2, радиостанции в Западном Берлине, сначала занимал пост главного редактора, а затем стал заместителем директора программы. В 1989 году он изменил статус станции до FFH коммерческого радио во Франкфурте на Майне, где он принимал активное участие в качестве заместителя директора программы и главного редактора. В это время радио FFH заняло пост лидера на рынке радио в области Гессен.
После мирной революции в 1989 Ланц стал главным редактором DW-телевидения. Господин Ланц сильно повлиял на первые годы международного телевидения в Германии. В 2002 году он был назначен управляющим директором телевидения Deutsche Welle. Более того, он читает лекции в нескольких университетах.